# 羅德里·瓊斯
羅德里·瓊斯（英語：Rhodri Jones；1991年12月23日—）是一位威爾斯橄欖球運動員。他是威爾斯國家橄欖球隊的一員，並且也曾代表威爾斯國青隊參賽。